# Craven (Saskatchewan)
Craven es un pueblo canadiense situado en la provincia de Saskatchewan.

## Superficie
Craven tiene una superficie de 1,22 km².

## Demografía
En 2021, tenía 266 habitantes, una densidad poblacional de 217,8 hab./km², y 118 viviendas.